# Sinus Lunicus
Le Sinus Lunicus (en latin : Golfe de Lunik), est une mare lunaire donnant sur le Palus Putredinis et située au sud-est de la Mare Imbrium. La surface du Sinus Lunicus est délimitée par les cratères proéminents d'Archimède au sud-ouest, Autolycos au sud-est, et Aristillus au nord-est. Le golfe est ouvert au nord-ouest, en face du massif montagneux des Montes Spitzbergen. 
Ce golfe a été nommé Lunicus en 1970 par l'union astronomique internationale en l'honneur du site d'atterrissage de la sonde spatiale soviétique Luna 2 le 14 septembre 1959 entre les cratères Archimède et Autolycos.
Le Sinus Lunicus a un albédo brillant au niveau de la structure rayonnée émanant des cratères Autolycos et Aristillus.